# Giro de Lombardía 2003
El Giro de Lombardía 2003, la 97.ª edición de esta clásica ciclista, se disputó el sábado 18 de octubre de 2003, con un recorrido de 249 km entre Como y Bérgamo. Michele Bartoli consiguió ganar por segundo año consecutivo esta carrera. Los también italianos Angelo Lopeboselli y Dario Frigo acabaron segundo y tercero respectivamente.

## Clasificación final
| Posición | Ciclista                       | Equipo                 | Tiempo     |
| -------- | ------------------------------ | ---------------------- | ---------- |
| 1        | Michele Bartoli                | Fassa Bortolo          | 6h 29' 41" |
| 2        | Angelo Lopeboselli             | Cofidis                | + 2"       |
| 3        | Dario Frigo                    | Fassa Bortolo          | + 1'35"    |
| 4        | Beat Zberg                     | Rabobank               | + 1'47"    |
| 5        | Miguel Ángel Martín Perdiguero | Domina Vacanze-Elitron | m. t.      |
| 6        | Cédric Vasseur                 | Cofidis                | m. t.      |
| 7        | Serhi Honchar                  | De Nardi-Colpack       | m. t.      |
| 8        | Patrik Sinkewitz               | Quick Step-Davitamon   | m. t.      |
| 9        | Guido Trentin                  | Cofidis                | m. t.      |
| 10       | Michael Boogerd                | Rabobank               | m. t.      |